# Cervantes-díj
A Cervantes-díj (spanyolul: Premio Miguel de Cervantes) egy nemzetközi irodalmi díj, melyet évente adnak át egy spanyol nyelvű író életpályájának elismeréseként. A Booker-díjhoz hasonlóan a Cervantes-díjat is több nemzet írói kaphatják. Az irodalmi Nobel-díjhoz hasonlóan ezt a díjat is csak egyszer kaphatja meg egy szerző. A díjat Miguel de Cervantes spanyol íróról nevezték el, a Don Quijote szerzőjéről.
A spanyol ajkú országok akadémiái ajánlják a jelölteket, melyek közül az első helyezettnek járó díjat a Spanyol Kulturális Minisztérium adományozza.
A díj mellé a győztes 90 000 euró anyagi juttatásban is részesül.

## Díjazottak
- 2024: Álvaro Pombo (Spanyolország)[1]
- 2023:  Luis Mateo Díez (Spanyolország)[2]
- 2022: Rafael Cadenas (Venezuela)[3]
- 2021: Cristina Peri Rossi (Uruguay)[4]
- 2020: Francisco Brines (Spanyolország)
- 2019: Joan Margarit (Spanyolország)
- 2018: Ida Vitale (Uruguay)
- 2017: Sergio Ramírez (Nicaragua)
- 2016: Eduardo Mendoza[5] (Spanyolország)
- 2015: Fernando del Paso[6] (Mexikó)
- 2014: Juan Goytisolo (Spanyolország)
- 2013: Elena Poniatowska (Mexikó)
- 2012: José Manuel Caballero Bonald (Spanyolország)
- 2011: Nicanor Parra (Chile)
- 2010: Ana María Matute (Spanyolország)
- 2009: José Emilio Pacheco (Mexikó)
- 2008: Juan Marsé (Spanyolország)
- 2007: Juan Gelman (Argentína)
- 2006: Antonio Gamoneda (Spanyolország)
- 2005: Sergio Pitol (Mexikó)
- 2004: Rafael Sánchez Ferlosio (Spanyolország)
- 2003: Gonzalo Rojas (Chile)
- 2002: José Jiménez Lozano (Spanyolország)
- 2001: Álvaro Mutis (Kolumbia)
- 2000: Francisco Umbral (Spanyolország)
- 1999: Jorge Edwards (Chile)
- 1998: José Hierro (Spanyolország)
- 1997: Guillermo Cabrera Infante (Kuba)
- 1996: José García Nieto (Spanyolország)
- 1995: Camilo José Cela (Spanyolország)
- 1994: Mario Vargas Llosa (Peru)
- 1993: Miguel Delibes (Spanyolország)
- 1992: Dulce María Loynaz (Cuba)
- 1991: Francisco Ayala (Spanyolország)
- 1990: Adolfo Bioy Casares (Argentína)
- 1989: Augusto Roa Bastos (Paraguay)
- 1988: María Zambrano (Spanyolország)
- 1987: Carlos Fuentes (Mexikó)
- 1986: Antonio Buero Vallejo (Spanyolország)
- 1985: Gonzalo Torrente Ballester (Spanyolország)
- 1984: Ernésto Sábato (Argentína)
- 1983: Rafael Alberti (Spanyolország)
- 1982: Luis Rosales (Spanyolország)
- 1981: Octavio Paz (Mexikó)
- 1980: Juan Carlos Onetti (Uruguay)
- 1979: Jorge Luis Borges (Argentína) valamint Gerardo Diego (Spanyolország)
- 1978: Dámaso Alonso (Spanyolország)
- 1977: Alejo Carpentier (Kuba)
- 1976: Jorge Guillén (Spanyolország)

## Lásd még
- Irodalmi díjak listája